# Pillumagneetti
Pillumagneetti è il primo EP del rapper finlandese Petri Nygård, pubblicato nel 2000.

## Tracce
1. Mua vituttaa – 3:51
2. Mitä mitä? – 3:41
3. Vitun suomirokki – 2:47
4. Setit kuntoon – 4:16
5. Pidetään hauskaa – 3:34
6. P.P.P - Petri Pölli Piitit – 3:13